# 林森北路
林森北路（りんしんほくろ、リンセンペイルー，Lin2 Sen1 Bei3 Lu4）は台北市の道路名であり、エリア（歓楽街）の通称。前者としては、北端は民権東路、南端は市民大道に接した、全長約2.5kmの道路。後者は以下詳述。

## 概要
在台日本人にとってはもちろんのこと、台北市民の間では「林森北路」が「日本人向け飲み屋街」と同義に扱われるほど、日本語がよく通じる飲食店が軒を連ねており、それらは長安東路と南京東路に挟まれた南北、新生北路と中山北路に挟まれた東西のエリアに密集している。最寄り駅は台北捷運（地下鉄）淡水線の中山駅。同駅から徒歩7分ほどでエリア入口となる南京東路と林森北路の交差点に着く。

## 歴史
もともと同エリアは日本統治時代は「大正町（たいしょうちょう）」と呼ばれる日本人街であり、その名残のような、瓦葺きの民家も現存している。また、長安東路と南京東路に平行する形で6本の通りがあり、南（長安東路寄り）からそれぞれ五条通、六条通、七条通、八条通、九条通、十条通という当時の名前が今でも通称として相当通じる。例えば八条通に行くのであれば、タクシーの運転手に「八条通（バーティァオトン、Ba1 Tiao2 Tong1）」と告げると間違いなくそこに連れて行ってくれるほどである。

## 街の様子
南京東路・林森北路の交差点に面したところにはマクドナルドがあり、これが目印となる。また、ここが待ち合わせ場所として使われることも多い。
マクドナルドから林森北路、すなわち南の方向を向くと、鮮やかなネオンサインと無数の日本語の看板を見ることができる。本格的な台湾料理レストランや日本国内のものと全く遜色無い雰囲気、メニューが整った日本式居酒屋や焼肉店が多く店を構えているが、特筆すべきは何より、日本語を解する台湾人女性が勤務しているスナック、ラウンジ、バー（カラオケバー）、クラブの数が非常に多いことである。これらの店は旅行者や台湾駐在員にとってオアシス的な役目を果たしている。また、女性との会話やカラオケのデュエットで中国語が上達したというケースも多くみられ、林森北路界隈が「林森大学」や「五木大学」（林と森の字を分解すると五つの木になる）と呼ばれることも多い。